# Озолиньш, Янис Адольфович
Янис Адольфович О́золиньш (латыш. Jānis Ozoliņš; 17 (30) мая 1908, Митава, Курляндская губерния (ныне Елгава, Латвия) — 21 сентября 1981, Рига) — латвийский советский композитор, дирижёр и музыкальный педагог. Член Союза композиторов Латвии (с 1944). Профессор (с 1965), ректор Латвийской консерватории (1951—1977). Народный артист Латвийской ССР (1965).

## Биография
В 1930 окончил Елгавский педагогический институт. Музыкальное образование получил в Рижской консерватории по классу музыкальной педагогики в 1935 году.
С 1930 по 1941 работал преподавателем в общеобразовательных школах в Елгаве и Риге.
В 1942—1944 — дирижёр хора Государственного художественного ансамбля Латвийской ССР в Иванове, для которого создал первые латышские военно-патриотические массовые песни.
В 1944—1953 — художественный руководитель и дирижёр Государственного хора Латвийской ССР, в 1946—1948 — художественный руководитель Государственных филармоний Латвийской ССР, в 1948—1950 годах был ответственным секретарём Союза композиторов Латвии.
С 1951 года преподавал в Латвийской консерватории, в 1951—1977 был её ректором.
Являлся главным дирижёром нескольких Вселатвийских праздников песни.

## Творчество
Я. Озолиньш — автор около 300, преимущественно хоровых сочинений, около 40 песен с развитым мелодическим началом («Песня латышских стрелков», «Песня рыбаков», «Моя родина», «Ивушка», «Путь песни» — поэма для мужского хора и симфонического оркестра, цикл вокальных миниатюр на стихи Р. Гамзатова и др.), произведения для духового оркестра (фантазия-сюита «Вечер в рыбацком селе», увертюра «Бессмертная молодость» и др.), музыки для драматического и кукольного театров, кино.
В 1965 году удостоен звания Народного артиста Латвийской ССР.

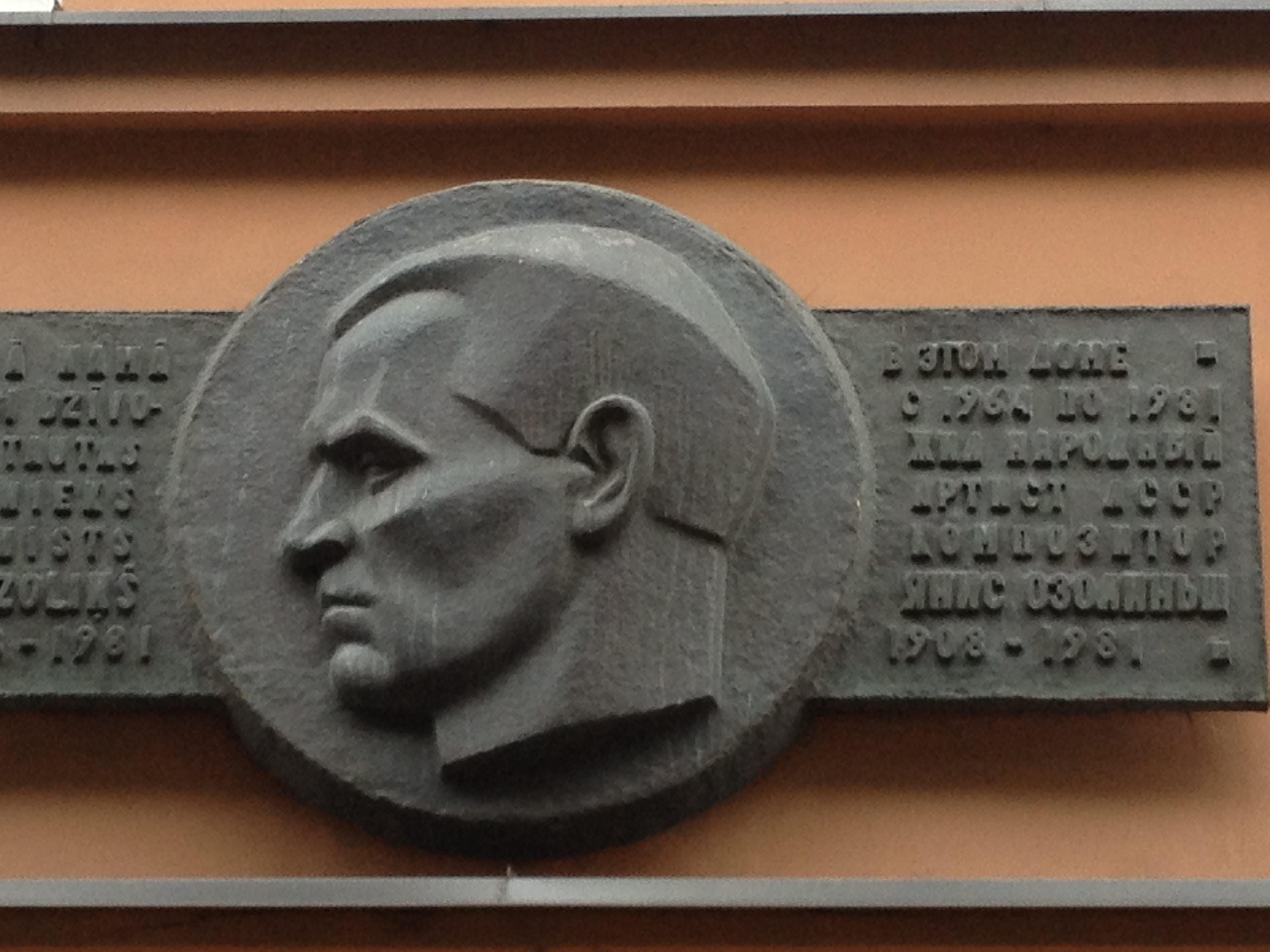
Мемориальная доска на доме, где жил Я. Озолиньш

## Награды
- орден Октябрьской Революции
- три ордена Трудового Красного Знамени (в т.ч. 03.01.1956)
- орден Красной Звезды
- орден Дружбы народов
- орден «Знак Почёта»
- народный артист Латвийской ССР (1965)

## Память
- На доме № 14 по улице Рупниецибас в Риге, где композитор проживал с 1964 года, установлена мемориальная доска.